# سایگی‌لی (سولواووا)
سایگی‌لی (به ترکی استانبولی: Saygılı) یک منطقهٔ مسکونی در ترکیه است که در سولواووا واقع شده‌است.